# Abd-Al·lah ibn Massud
Abu-Abd-ar-Rahman Abd-Al·lah ibn Massud al-Hudhalí (àrab: أبو عبد الرحمن عبد الله بن مسعود الهُذلي, Abū ʿAbd ar-Raḥmān ʿAbd Allāh b. Masʿūd al-Huḏalī), més conegut com a Abd-Al·lah ibn Massud o, tot curt, com a Ibn Massud, fou un dels més famosos companys del profeta Muhàmmad i un cèlebre lector de l'Alcorà. D'origen humil i beduí, era client dels Banu Zuhra pel seu pare.
Fou un convers de primera hora i hauria estat el tercer a adoptar la religió musulmana després de Khadija bint Khuwàylid i Alí ibn Abi-Tàlib (les fonts no estan d'acord, algunes el situen com el sisè). Pel seu contacte amb el Profeta, de qui n'era el porta-sandàlies, va tenir coneixement de l'Alcorà de primera mà i fou el primer que en va intentar la lectura pública a la Meca, davant l'hostilitat dels pagans locals.